# George Ehusani
George Ehusani ist ein nigerianischer Autor, Musiker und katholischer Geistlicher. Er war Generalsekretär der Catholic Secretariat of Nigeria.
Ehusani studierte Theologie an der Howard University. 1981 wurde er im Bistum Lokoja zum Priester geweiht. 1994 erfolgte der Ruf zur Catholic Secretariat of Nigeria.
Ehusani veröffentlichte eine große Anzahl an Büchern und mehr als 15 Musikalben.